# Sierra Leoonse leone
De Sierra Leoonse leone is de munteenheid van Sierra Leone. Eén leone is honderd cent. De leone is afgeleid van de naam van het land.
De volgende munten worden gebruikt: 10, 50, 100 en 500 leone, waarvan de 100 leone het meest voorkomt. Het papiergeld is beschikbaar in 500, 1000, 2000, 5000 en 10.000 leone.
Op 1 juli 2022 is de ISO 4217 code veranderd van SLL naar SLE vanwege een redenominatie. De oude Leone werd omgewisseld met een verhouding 1000:1.